# Sciuride
Sciuridele (Sciuridae) sunt o familie de rozătoare arboricole, ca veverițele (Sciurus), și terestre, ca marmotele (Marmota) și popândăii (Spermophilus). Ele au clavicula bine dezvoltată, tibia și peroneul incomplet sudate, picioarele anterioare tetradactile (mai rar pentadactile), cele posterioare pentadactile, blana deasă, coada lungă și stufoasă, urechile relativ mari. Formula dentară 1•0•1-2•3/1•0•1•3 x 2 = 20-22. Familia este răspândită pe toate continentele cu excepția Australiei, Madagascarului și a părții sudice a Americii de Sud.

## Familia
Familia Sciuridae aparține ordinului Rodentia și cuprinde rozătoare mici sau mijlocii. Această mare familie include veverița de copac, veverița terestră, marmota, veverița zburătoare, popândăul și câinele de prerie (Cynomys). Veverițele sunt indigene în America, Eurasia și Africa și au fost introduse de om în Australia. Veverițele au apărut în Eocen, aproximativ 40 milioane ani în urmă. Veverițele sunt strâns legate dintre speciile existente cu castorul de munte și cu pârșii.

## Specii
Cea mai răspândită specie, veverița gri, este de o lungime de 30-40 de centimetri (inclusiv coada). Cântărește aproximativ o jumătate de kilogram. Principala hrană a veveriței constă în: alune, nuci, semințe, sâmburi și fructe de pădure. Trăiește aproximativ 6 ani.
Veverița roșcată (Sciurus vulgaris), are în jur de 20 - 25 de centimetri. Blana veveriței roșcate este în nuanțe de la cărămiziu la negru-roșcat, burta este albă și are o coada lungă. Această specie de veveriță se găsește și în România. Hrana principală este alcătuită din semințe și conuri de pin sau de brad. 
Veverița dungată (Tamias striatus), trăiește în America de Nord.
Cea mai mică specie de veveriță cunoscută trăiește în sud-estul Nigeriei, în Camerun și Gabon. Are o lungime de aproximativ 7 centimetri.
Ratufa (Ratufa indica), este cea mai mare specie de veveriță cunoscută. Corpul și coada împreună ajung până la 90 de centimetri. Aceste veverițe uriașe trăiesc în sud-estul Asiei și în câteva zone din Nepal.

## Mod de a trăi
Veverițele nu trăiesc în grupuri, fiind animale singuratice. Numai în perioada împerecherii se apropie unul de altul. Puii de veveriță se nasc golași și orbi, având greutate între 30 și 50 de grame fiecare.

## Clasificare
- Familia Sciuridae
  - Subfamilia Ratufinae
    - Genul Ratufa

  - Subfamilia Sciurillinae
    - Genul Sciurillus

  - Subfamilia Sciurinae
    - Tribul Sciurini
      - Genul Microsciurus
      - Genul Rheithrosciurus
      - Genul Sciurus
      - Genul Syntheosciurus
      - Genul Tamiasciurus

    - Tribul Pteromyini
      - Genul Aeretes
      - Genul Aeromys
      - Genul Belomys
      - Genul Biswamoyopterus
      - Genul Eoglaucomys
      - Genul Eupetaurus
      - Genul Glaucomys
      - Genul Hylopetes
      - Genul Iomys
      - Genul Petaurillus
      - Genul Petaurista
      - Genul Petinomys
      - Genul Pteromys
      - Genul Pteromyscus
      - Genul Trogopterus

  - Subfamilia Callosciurinae
    - Genul Callosciurus
    - Genul Dremomys
    - Genul Exilisciurus
    - Genul Funambulus
    - Genul Glyphotes
    - Genul Hyosciurus
    - Genul Lariscus
    - Genul Menetes
    - Genul Nannosciurus
    - Genul Prosciurillus
    - Genul Rubrisciurus
    - Genul Sundasciurus
    - Genul Tamiops

  - Subfamilia Xerinae
    - Tribul Xerini
      - Genul Atlantoxerus
      - Genul Spermophilopsis
      - Genul Xerus

    - Tribul Protoxerini
      - Genul Epixerus
      - Genul Funisciurus
      - Genul Heliosciurus
      - Genul Myosciurus
      - Genul Paraxerus
      - Genul Protoxerus

    - Tribul Marmotini
      - Genul Ammospermophilus
      - Genul Cynomys
      - Genul Marmota
      - Genul Sciurotamias
      - Genul Spermophilus
      - Genul Tamias

## Galerie foto

Veveriță roșcată în Cimitirul catolic București
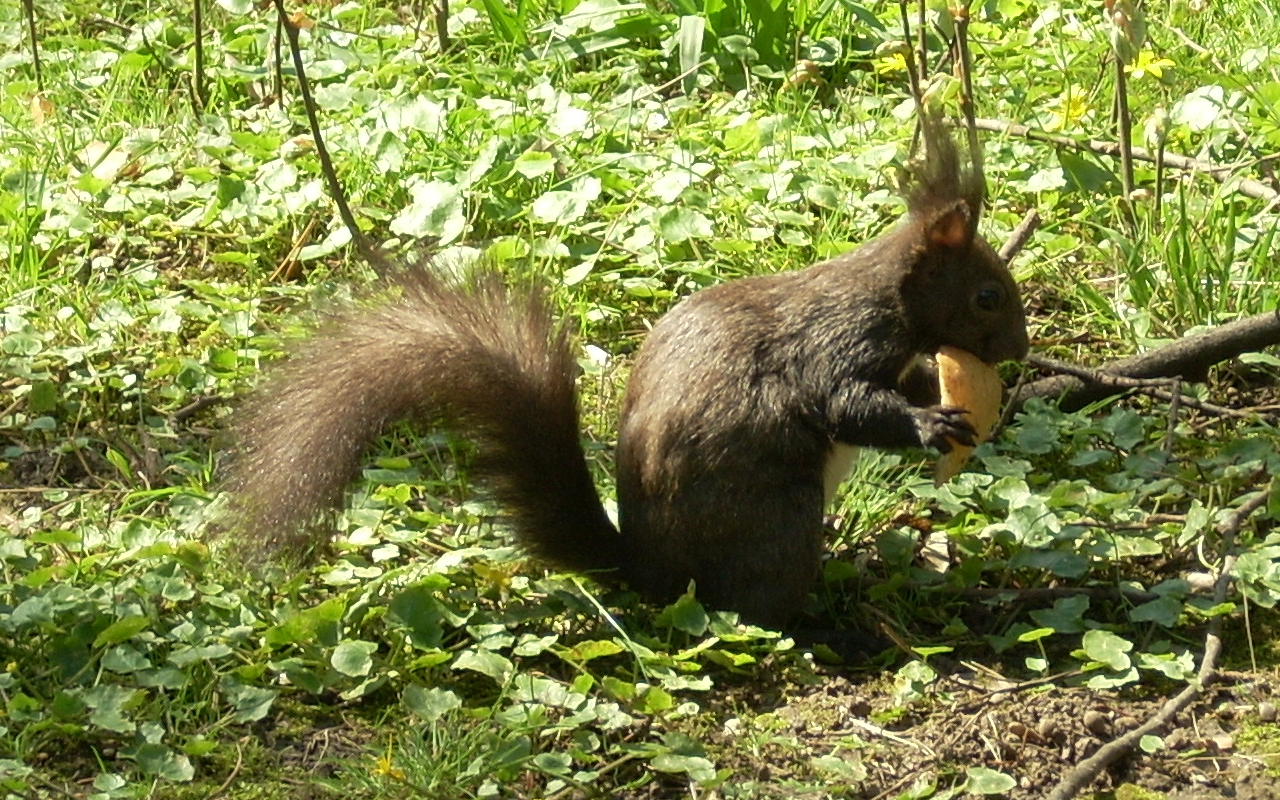
Veveriță roșcată în parcul din Deva
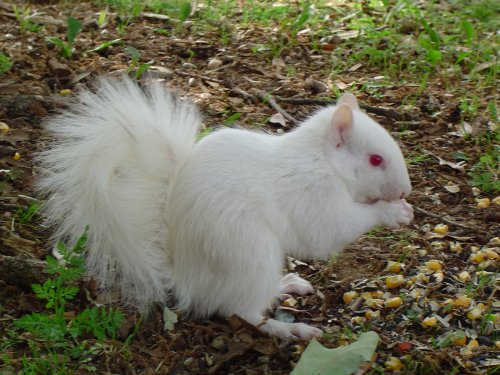
Veveriță albă
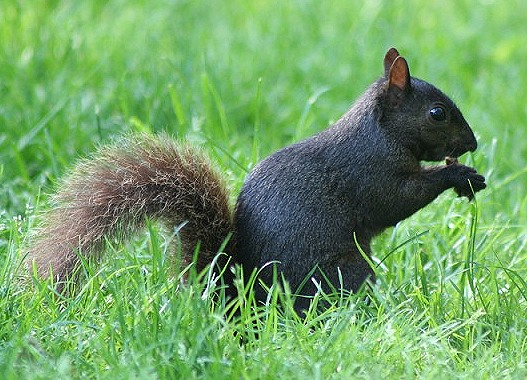
Veveriță neagră
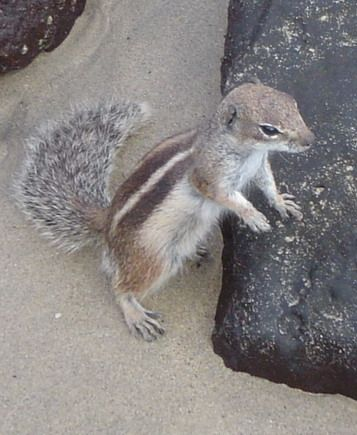
Veveriță dungată (Tamias striatus)
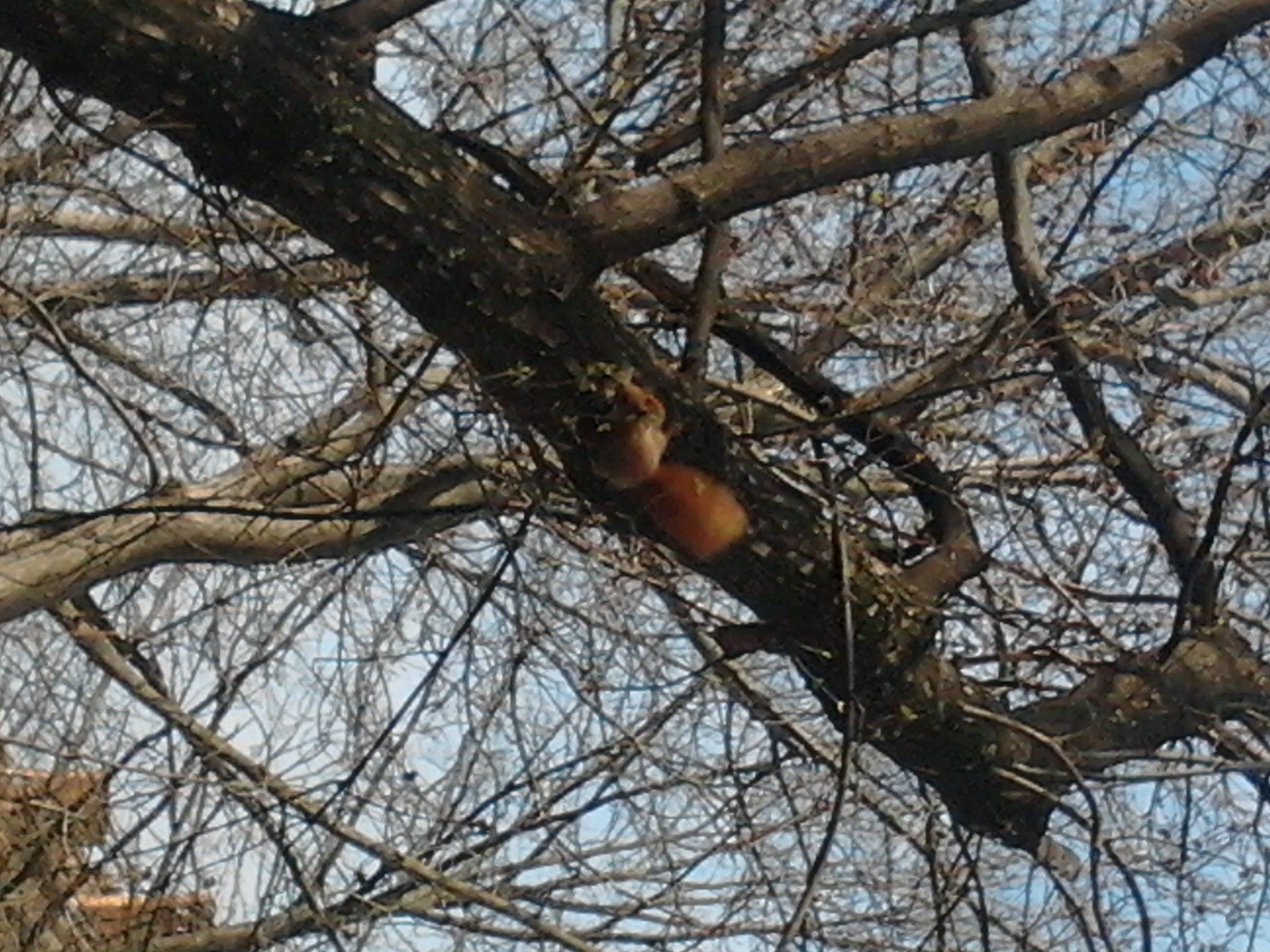
Veveriță în Parcul Copou din Iași